# 500 dagar
500 dagar, eller 500 dagarsprogrammet, (ryska: программа) var ett omfattande program för ekonomiska reformer i Sovjetunionen i riktning mot marknadsekonomi. Programmet föreslogs av Grigorij Javlinskij och utvecklades vidare av en arbetsgrupp under ledning av Stanislav Sjatalin som var ekonomisk rådgivare till Michail Gorbatjov. Denna grupp publicerade i augusti 1990 en 400-sidig rapport kallad "Transition to the Market", och rapporten blev känd som 500-dagarsprogrammet eftersom rapporten syftade till att skapa förutsättningar för en modern marknadsekonomi på 500 dagar. Rapporten förordade bland annat en omfattande privatisering, prissättning genom marknaden, integration med världsekonomin och en stor maktförskjutning från Sovjetunionens regering till de enskilda republikerna inom imperiet, liksom flera andra radikala reformer. Programmet fick omedelbart fullt stöd från Boris Jeltsin.

## Författare till rapporten
- Stanislav Sergejovitj Sjatalin, Станислав Сергеевич Шаталин
- Nikolaj Jakovlevitj Petrakov, Николай Яковлевич Петраков
- Grigorij Alexejevitj Javlinskij, Григорий Алексеевич Явлинский
- Sergej Valdimirovitj Aleksasjenko, Сергей Владимирович Алексашенко
- Andrej Petrovitj Vavilov, Андрей Петрович Вавилов
- Leonid Markovitj Grigorjev, Леонид Маркович Григорьев
- Michail Michajlovitj Zadornov, Михаил Михайлович Задорнов
- Vladlen Arkadjevitj Martynov, Владлен Аркадьевич Мартынов
- Vladimir Masjtjits, Владимир Мащиц
- Aleksej Jurjevitj Michailov Алексей Юрьевич Михайлов
- Boris Grigorevitj Fjodorov, Борис Григорьевич Фёдоров
- Tatiana Vladimirovna Jarygina, Татьяна Владимировна Ярыгина
- Jevgenij Grigorevitj Jasin, Евгений Григорьевич Ясин